# كازرون
كازرون هي مدينة إيرانية تقع في محافظة فارس مغرب، وهي تقع في منتصف الطريق بين شيراز و بوشهر وتبعد عن شيراز مركز المحافظة حوالي 145 كم. بلغ عدد سكانها في 2005 نحو 89 ألف نسمة.

## المناخ
يظهر الجدول التالي التغييرات المناخية على مدار السنة لكازرون:
| البيانات المناخية لـكازرون        | البيانات المناخية لـكازرون | البيانات المناخية لـكازرون | البيانات المناخية لـكازرون | البيانات المناخية لـكازرون | البيانات المناخية لـكازرون | البيانات المناخية لـكازرون | البيانات المناخية لـكازرون | البيانات المناخية لـكازرون | البيانات المناخية لـكازرون | البيانات المناخية لـكازرون | البيانات المناخية لـكازرون | البيانات المناخية لـكازرون | البيانات المناخية لـكازرون |
| الشهر                             | يناير                      | فبراير                     | مارس                       | أبريل                      | مايو                       | يونيو                      | يوليو                      | أغسطس                      | سبتمبر                     | أكتوبر                     | نوفمبر                     | ديسمبر                     | المعدل السنوي              |
| --------------------------------- | -------------------------- | -------------------------- | -------------------------- | -------------------------- | -------------------------- | -------------------------- | -------------------------- | -------------------------- | -------------------------- | -------------------------- | -------------------------- | -------------------------- | -------------------------- |
| متوسط درجة الحرارة الكبرى °م (°ف) | 14.6 (58.3)                | 15.4 (59.7)                | 17.1 (62.8)                | 19.4 (66.9)                | 26.0 (78.8)                | 33.0 (91.4)                | 39.3 (102.7)               | 41.3 (106.3)               | 40.0 (104.0)               | 35.7 (96.3)                | 30.4 (86.7)                | 24.5 (76.1)                | 28.1 (82.5)                |
| متوسط درجة الحرارة الصغرى °م (°ف) | 4.0 (39.2)                 | 4.5 (40.1)                 | 4.9 (40.8)                 | 7.2 (45.0)                 | 12.4 (54.3)                | 18.7 (65.7)                | 26.0 (78.8)                | 27.4 (81.3)                | 24.9 (76.8)                | 20.9 (69.6)                | 17.1 (62.8)                | 13.5 (56.3)                | 15.1 (59.2)                |
| الهطول مم (إنش)                   | 53 (2.1)                   | 62 (2.4)                   | 45 (1.8)                   | 6 (0.2)                    | 0 (0)                      | 0 (0)                      | 0 (0)                      | 0 (0)                      | 1 (0.0)                    | 12 (0.5)                   | 28 (1.1)                   | 50 (2.0)                   | 257 (10.1)                 |
| المصدر: Climate-data.org          |                            |                            |                            |                            |                            |                            |                            |                            |                            |                            |                            |                            |                            |

## أعلام
- محمد إبراهيمي
- عبد الله البلياني
- أوحدي البلياني
- سلمان الفارسي
- محمود باك نيت
- سديد الدين الكازروني